# St. Martin (Gemeinde Sankt Georgen am Längsee)
St. Martin ist eine Ortschaft in der Gemeinde St. Georgen am Längsee im Bezirk Sankt Veit an der Glan in Kärnten (Österreich). Die Ortschaft hat 10 Einwohner (Stand 1. Jänner 2024). Sie liegt auf dem Gebiet der Katastralgemeinde Osterwitz.

## Lage
Die Ortschaft liegt im Osten der Gemeinde Sankt Georgen am Längsee, am Übergang vom Südostrand der Launsdorfer Senke zu den nördlichen Ausläufern des Christofbergs. Die namensgebende Kirche, neben der sich ein Pfarrhof und ein Bauernhof (Franz, Nr. 3) sowie einige Wirtschaftsgebäude befinden, liegt nur gut einen Kilometer östlich der Burg Hochosterwitz; weiter östlich liegen die übrigen zur Ortschaft gehörenden Höfe verstreut. Obwohl die Ortschaft nur wenige hundert Meter von der Seeberg Straße (B 82) entfernt liegt, ist sie nur auf unbefestigten Straßen zu erreichen.
In der Ortschaft werden folgenden Hofnamen geführt: Franz (Haus Nr. 3), Rainer (Nr. 5), Teichhütter (Nr. 6), Kupper (Nr. 7), Leitenbauer (Nr. 8, verfallen).

## Geschichte
Auf dem Gebiet der Steuergemeinde Osterwitz liegend, gehörte der Ort in der ersten Hälfte des 19. Jahrhunderts zum Steuerbezirk Osterwitz. Seit Gründung der Ortsgemeinden im Zuge der Reformen nach der Revolution 1848/49 gehört St. Martin zur Gemeinde Sankt Georgen am Längsee.

## Bevölkerungsentwicklung
Für die Ortschaft ermittelte man folgende Einwohnerzahlen:
- 1869: 10 Häuser, 75 Einwohner[2]
- 1880: 12 Häuser, 79 Einwohner[3]
- 1890: 10 Häuser, 76 Einwohner (davon 3 Häuser, 17 Einwohner im Ortschaftsbestandteil Selesen)[4]
- 1900: 13 Häuser, 76 Einwohner[5]
- 1910: 11 Häuser, 67 Einwohner[6]
- 1923: 10 Häuser, 73 Einwohner[7]
- 1934: 68 Einwohner[8]
- 1961: 9 Häuser, 47 Einwohner[9]
- 2001: 6 Gebäude (davon 5 mit Hauptwohnsitz) mit 5 Wohnungen und 5 Haushalten; 13 Einwohner und 0 Nebenwohnsitzfälle; 0 Arbeitsstätten, 3 land- und forstwirtschaftliche Betriebe[10]
- 2011: 6 Gebäude, 10 Einwohner, 5 Haushalte, 1 Arbeitsstätte[11]
- 2021: 6 Gebäude, 13 Einwohner, 5 Haushalte, 4 Arbeitsstätten[12]

## Ehemaliger Ortschaftsbestandteil Selesen (Selessen)
Der östlichste Teil der Ortschaft waren einige Höfe nahe der zur Gemeinde Brückl gehörenden Ortschaft Selesen. Diese im 19. Jahrhundert zeitweise als eigener Ortschaftsbestandteil Selesen bzw. Selessen geführten, schattseitig gelegenen Höfe sind seit Mitte des 20. Jahrhunderts abgekommen.

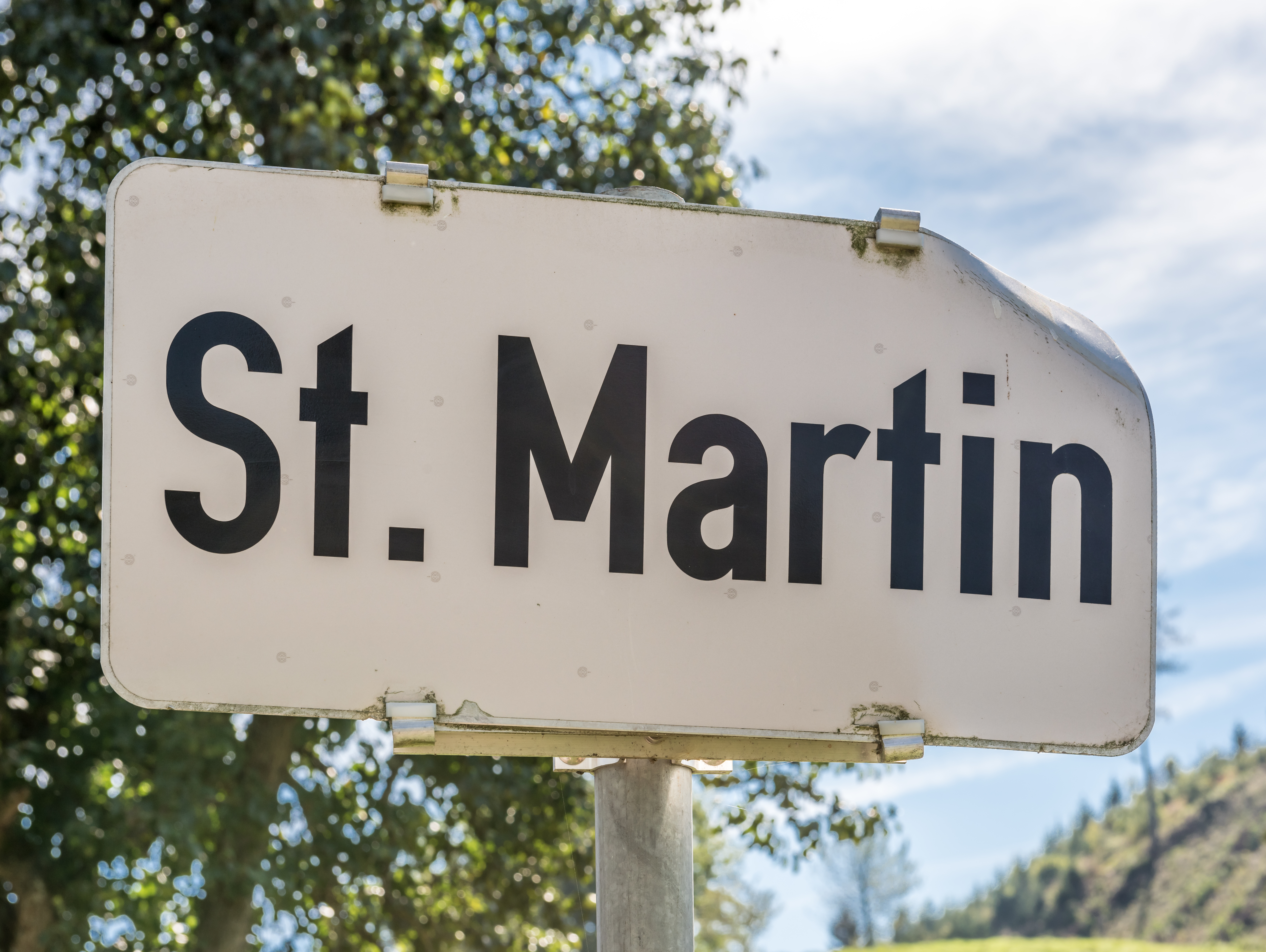
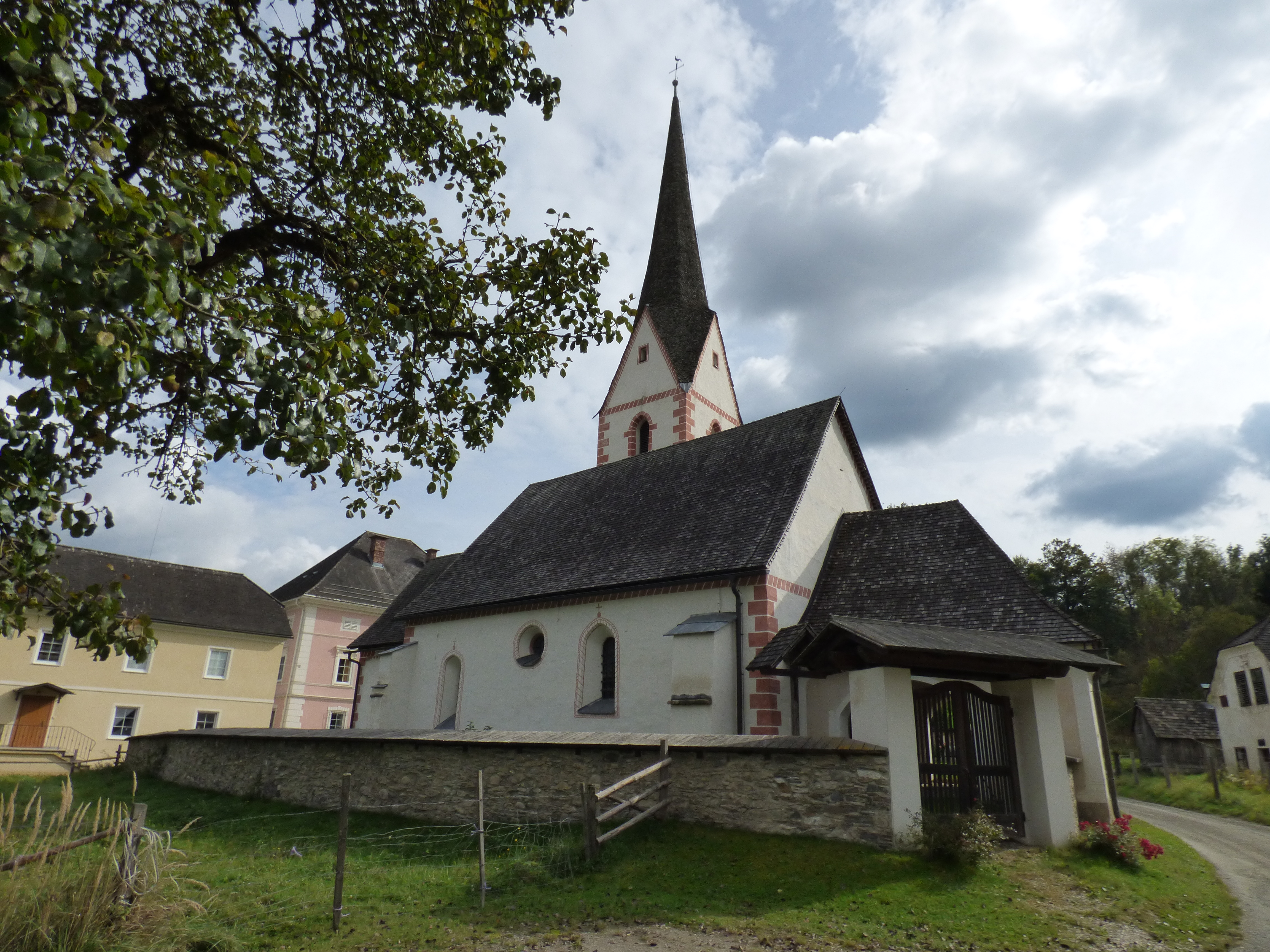
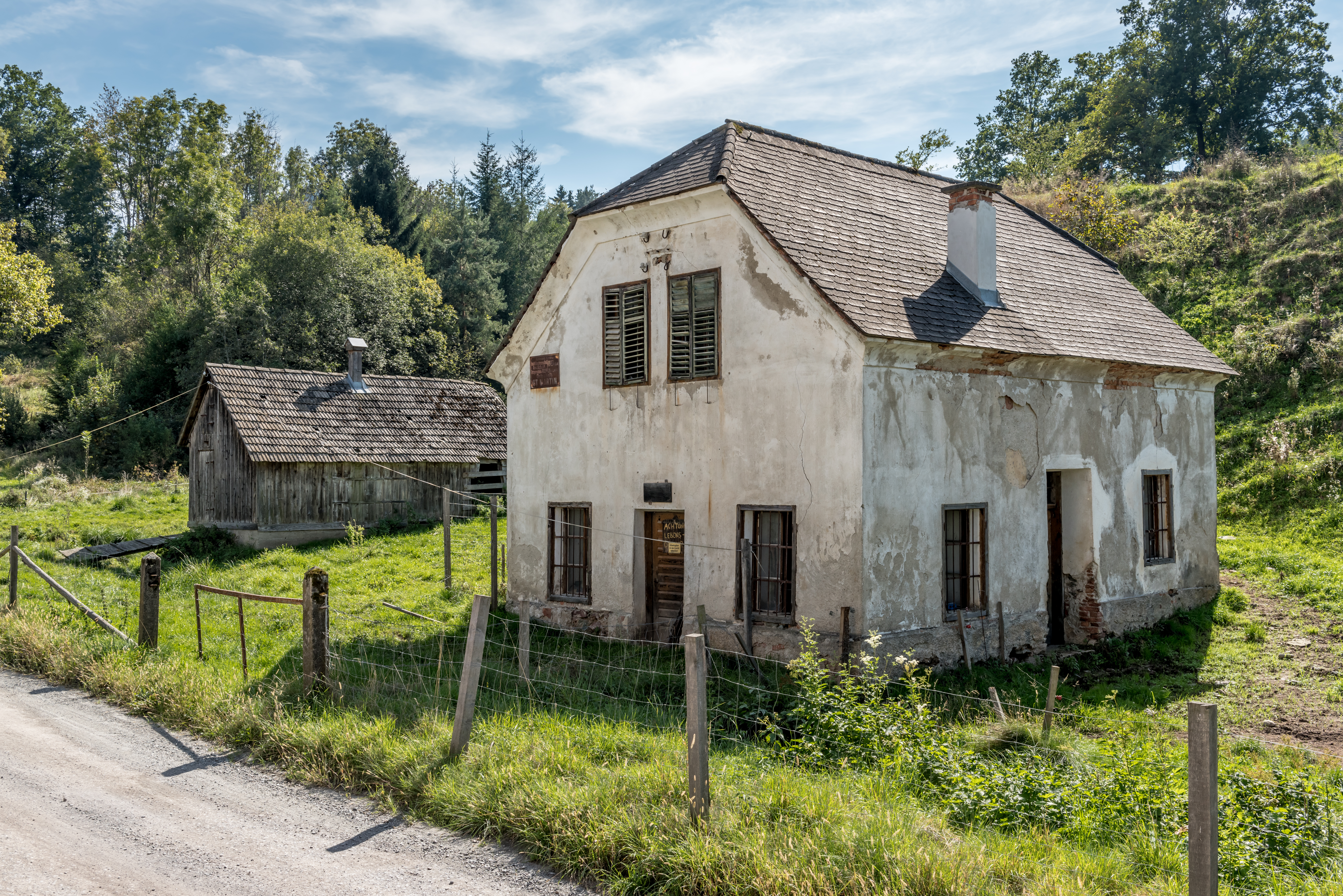
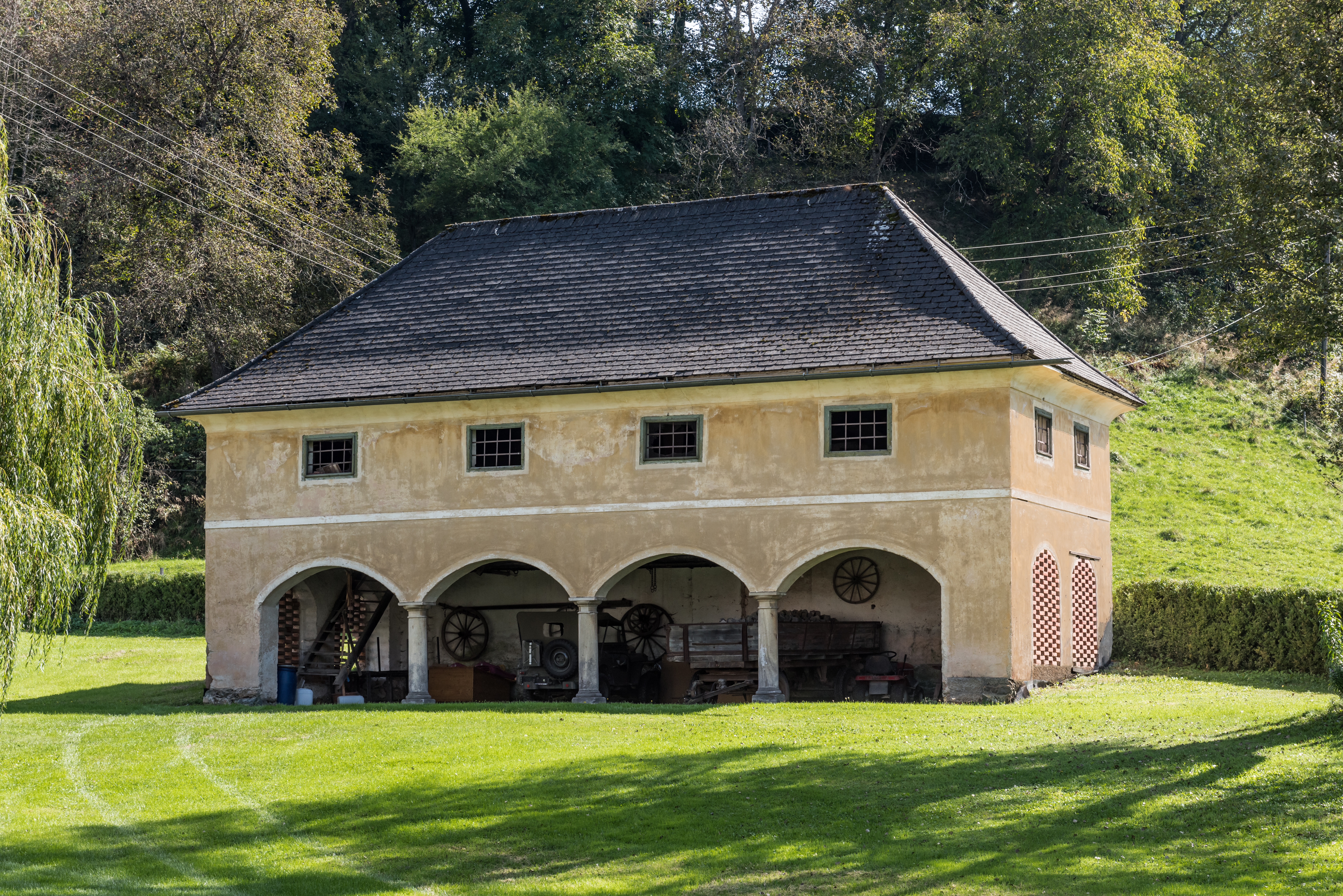

- 1890: 3 Häuser, 17 Einwohner[4]